# Aeródromo de Bahía Kino
El Aeródromo de Bahía Kino (Código OACI: MX14 – Código DGAC: BHK) es un pequeño aeropuerto ubicado al este del poblado de Kino Nuevo, Sonora y es operado por el Gobierno del Estado de Sonora. Cuenta con una pista de aterrizaje de 1,188 metros de largo y 28 metros de ancho, edificio terminal y una plataforma de aviación de 8,100 metros cuadrados (60m x 135m).
Con el fin de mantener la seguridad de turistas y pilotos, personal del Hotel Dolphin donó una veleta (windsock) al aeródromo para conocer con mayor precisión la velocidad y dirección del viento y así garantizar despegues y aterrizajes más seguros.